# Vicus Petinesca
Koordinaten: 47° 6′ 45″ N, 7° 17′ 31″ O; CH1903: 588857 / 217952

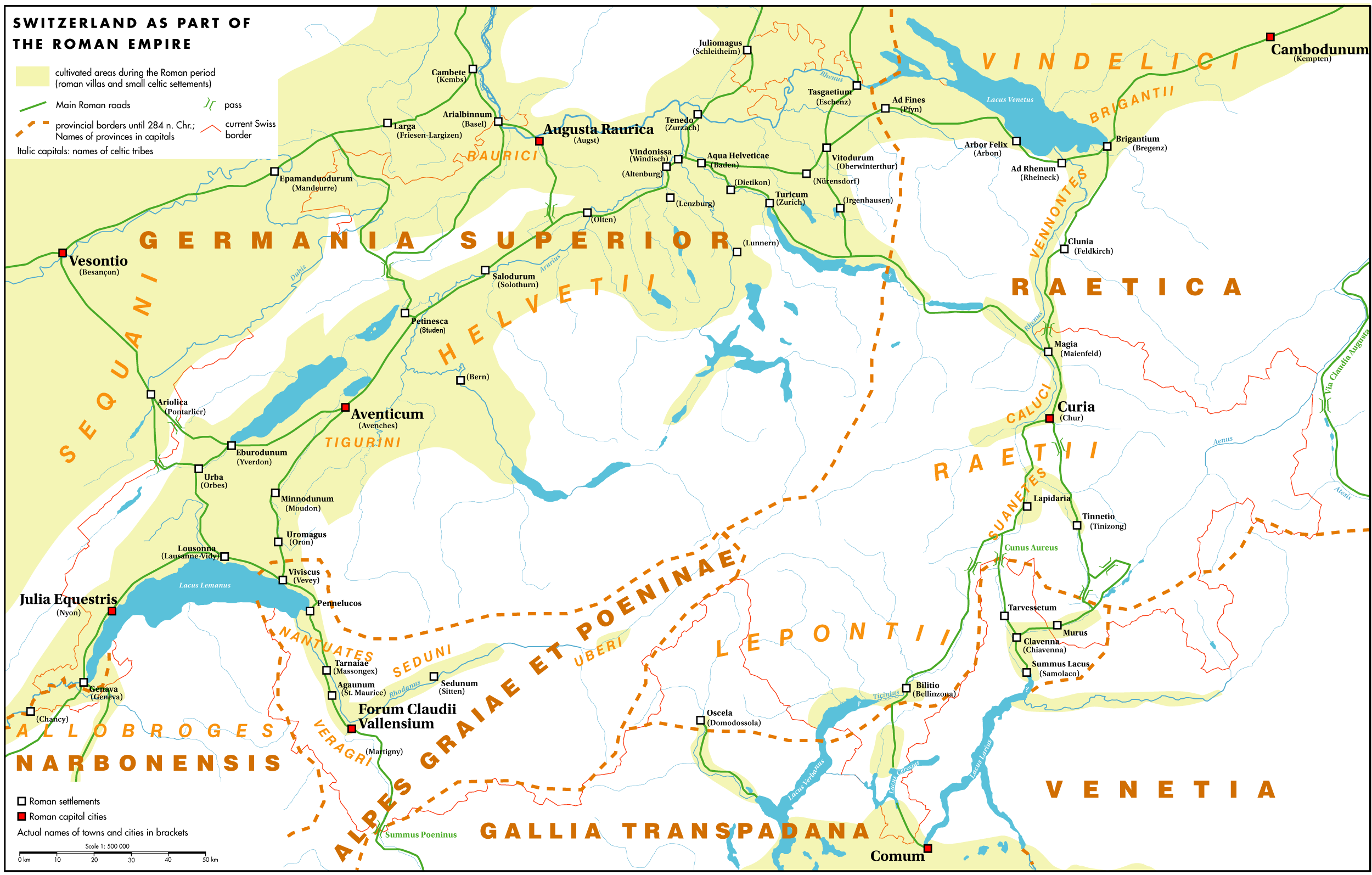
Lage von Petinesca am DIRL

Zuerst als keltische Befestigung, danach als römische Kleinstadt, bildete Petinesca vom 2. Jahrhundert v. Chr. bis zum 4. Jahrhundert n. Chr. das Zentrum der Region. Der Vicus Petinesca war ein römischer Ort (vicus), den man anhand spätrömischer Strassenkarten dem modernen Ort Studen im Schweizer Kanton Bern zuordnen konnte. Es war ein wichtiger Ort an der Nord-Süd- und Ost-West-Transversale, die ihn mit den Städten Aventicum im Südwesten und Vindonissa beziehungsweise Augusta Raurica im Nordosten verband. Der Ort war auch nahe der schiffbaren Aare gelegen. Die Station war bis 380 n. Chr. besetzt. 
Bereits im 19. Jahrhundert wurden erste Ausgrabungen getätigt. Konserviert sind die Reste eines Tempelbezirks und einer Toranlage. Neue Ausgrabungen förderten ein Handwerkerviertel, ein Gräberfeld und drei Ziehbrunnen zu Tage. Bisher konnten in Petinesca fünf Teile untersucht werden. Sie umfassen eine Toranlage, zwei Terrassensiedlungen, den Tempelbezirk und das Gräberfeld „Keltenweg“.

## Die römische Toranlage
Die römische Toranlage wurde von der Gesellschaft Pro Petinesca bei erstmals systematischen Erforschungen ausgegraben. Sie besteht aus dem Tor und Resten der Befestigungsmauer. Offenbar wurde der spätrömische Turmbau im 4. Jahrhundert n. Chr. zu einem Strassenkastell mit Unterkunftsräumen ausgebaut.

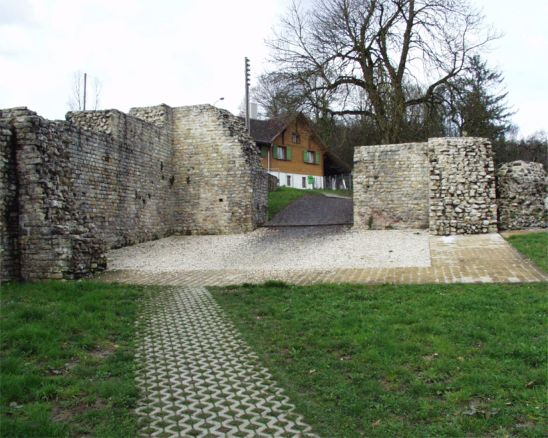
Toranlage Petinesca

Erste Siedlungsspuren – 1. Jahrhundert
Die erste römische Strasse (Talstrasse) steigt von der Ebene Richtung unterer Hangterrasse an und mündet in die Vorderbergstrasse; die vom Unterdorf Richtung Aegerten führt. Letztere ist talseitig durch eine Holzpalisade geschützt. Westlich der Talstrasse wurde zu diesem Zeitpunkt massiv Schuttmaterial abgelagert, das mit Töpfereiabfällen durchsetzt ist. In kurzer zeitlicher Abfolge werden zur Stabilisierung der Auffüllungen zwei Hangstützkonstruktion gebaut. Diese Aufschüttungen bedingen eine allmähliche Verlagerung der Talstrasse in Richtung Osten (grüne Phase).
Älteres Steingebäude – 2./3. Jahrhundert
Spätestens mit der Aufgabe der jüngeren Hangstützkonstruktionen wird die Holzpalisade der Vorderbergstrasse entfernt, verfüllt und mit der neuen Strasse Richtung Unterdorf überdeckt. Zu Beginn des 2. Jahrhunderts wird südlich der Vorderbergstrasse, über teilweise mächtigen Planieschichten, das ältere Steingebäude angelegt. Der Niveauunterschied zwischen dem Nordost- und dem Südwesttrakt beträgt ca. 4 m. Das fast quadratische Steingebäude wird etwa in der Mitte des 3. Jahrhunderts durch einen Brand in Mitleidenschaft gezogen. Der quer zu den Mauern stehende Brunnen ist mit dem Steingebäude oder ev. schon früher errichtet worden. Er wird während der Benutzung des älteren Steingebäudes aufgegeben und verfüllt. Nordwestlich der neuen Vorderbergstrasse ist bereits um die Wende zum 2. Jahrhundert ein Holzhaus (mit Schwellbalkenkonstruktion) errichtet worden.
Jüngeres Steingebäude – 3./4. Jahrhundert
Für den Bau der spätrömischen Torturmanlage werden erneut massive Erdverschiebungen vorgenommen. Die beiden talseitigen Aussenmauern und die Innenmauern des älteren Steingebäudes werden abgebrochen und durch neue, bis zu 3 m mächtige Mauern ersetzt. Die beiden bestehenden hangseitigen Aussenmauern werden in den Neubau integriert. Aufgrund der vorgefundenen Keramik kann der Bau der Anlage in die zweite Hälfte des 3. Jahrhunderts datiert werden. Zu diesem Zeitpunkt sind die Vorderbergstrasse und vermutlich auch das an ihr gelegene Unterdorf aufgegeben worden. Die Talstrasse führt jetzt durch den Torturm. Eine ausserhalb des Turmes gefundene spätrömische Münze lässt vermuten, dass der Torturm auch im 4. Jahrhundert befahren worden ist.
Nachrömischer Kanal
Nach dem teilweisen Abbruch der mächtigen südöstlichen Aussenmauer des spätrömischen Steingebäudes ist auf dem verbliebenen Fundament ein Wasserkanal aufgemauert worden.

## Die Tempel

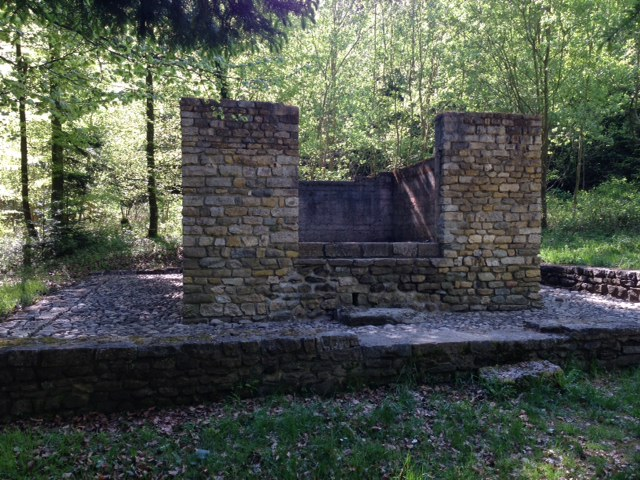
Tempel Nahaufnahme

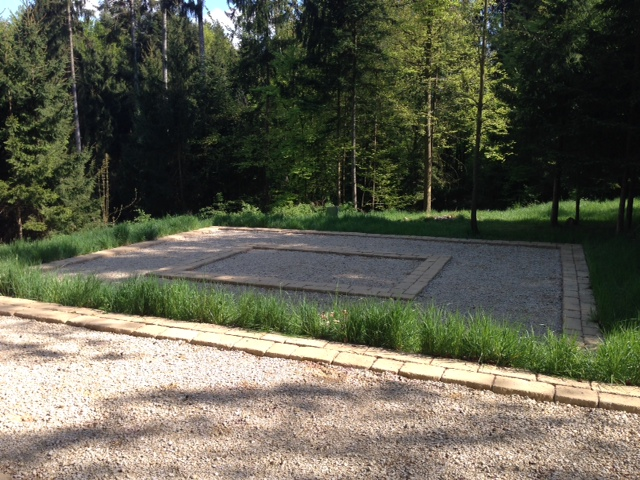
Sanierter Tempelbezirk

In den 1930er Jahren durchgeführte Grabungen führten zur Freilegung römischer Tempel und Kapellen auf der Hügelkuppe Gumpboden des Jensberges. Die Tempelanlage umfasst zwei Gruppen zu je drei gallorömischen Umgangstempeln sowie drei Kapellen und ein Kulthaus, errichtet zwischen dem 1. und dem 4. Jahrhundert n. Chr.
Die Anlage lag ursprünglich in einer Ummauerung mit drei Toren, von der ein Abschnitt der südöstlichen Mauer erhalten ist. Der westliche Tempel ist in seinen Grundmauern sehr gut erhalten und wurde teilweise rekonstruiert. Sein Schutzdach musste jedoch wegen Verwitterung entfernt werden.
Von gewissen Gebäudeteilen einzelner Tempel konnten die Ausgräber keine Spuren mehr finden. Die Steine wurden ab dem Mittelalter zur Gewinnung von Baumaterial ausgebeutet. In der Kirche Biel-Mett sind Architekturfragmente gefunden worden, die wahrscheinlich aus Petinesca stammen.
Der Baustil von zwei der sechs sogenannten Umgangstempeln im Tempelbezirk gehen vermutlich auf keltische Vorbilder zurück. Diese bestehen aus einem überdachten Umgang (Ambitus) und dem zentralen Tempelraum (Cella). Der Zutritt zur Cella war nur den Priestern erlaubt.
2012 wurde der römische Tempelbezirk umfassend saniert. Die Mauerzüge wurden mit Markiersteinen nachgezogen und die Tempelinnenflächen wurden mit Mergelsteinen erkennbar gemacht. Dabei wurden, wo möglich, die Markierungen von 1937 belassen. Die neue Anlage bietet daher kein einheitliches Bild.
Die Gesamtkosten für Waldarrondierung und Instandstellung beliefen sich auf 439'000 Franken. Daran beteiligen sich das Bundesamt für Kultur mit 76'000 und der Lotteriefonds mit 128'500 Franken.

## Die Wallanlage

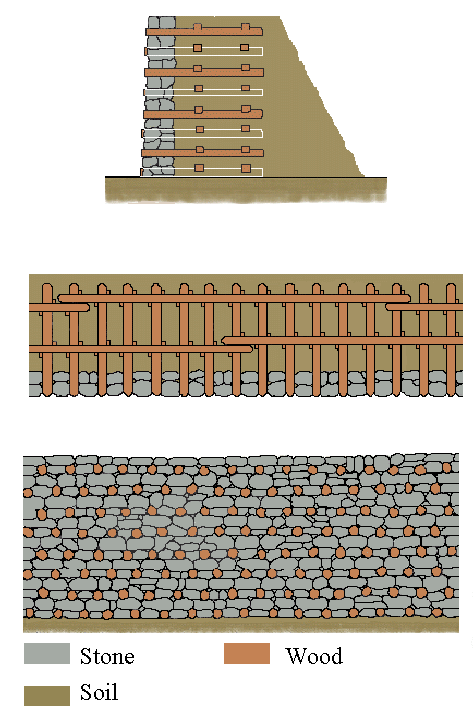
Aufbau eines Murus Gallicus aus Steinen (grau), Holz (braun) und Erde (oliv)

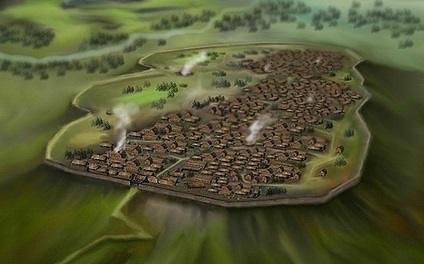
Keltisches Oppidum, 1. Jahrhundert v. Chr.

Zu Petinesca gehört eine vorrömische Wallanlage, von der der westlich gelegene Keltenwall am besten erhalten ist. Der Wall ist eine durch Baumstämme und eine Trockenmauer verstärkte Erdaufschüttung. Er schützte einst ein Oppidum.
Die Wallanlage wurde 1898 untersucht und als keltisches Befestigungswerk (Murus Gallicus) erkannt. Nord-, Süd- und Ostseite des Oppidums waren durch die natürlichen, steilen Hügelflanken gut geschützt. Zur Befestigung begnügte man sich dort wohl mit Palisaden. Spuren von Palisadenterrassen sind über weite Strecken immer noch sichtbar. Die Innenfläche der gesamten Anlage betrug rund 35 ha.
Bisher fehlen nähere Kenntnisse zur Entstehungszeit, zur Besiedlungsdauer und -struktur dieses Oppidums. Von vergleichbaren Anlagen weiss man, dass nur ein kleiner Teil der umwehrten Fläche bebaut war. Solche Festungen dienten vermutlich als Fluchtburgen. Zudem machte eine derart imposante Anlage auch Macht und Reichtum der herrschenden Oberschicht sichtbar.
Der um die Zeitwende entstandene römische Vicus lag grösstenteils ausserhalb des Oppidums. Eine Siedlungskontinuität konnte bisher nicht nachgewiesen werden, ist jedoch wahrscheinlich. Immerhin behielt das römische Dorf den keltischen Namen Petinesca.
Im Bereich des Oppidums wurden bisher kaum keltische Objekte gefunden. Zahlreiche latènezeitliche Metallgegenstände kamen jedoch während der ersten Juragewässerkorrektion in alten Zihlläufen zwischen Port und Schwadernau zum Vorschein. Sie wurden wohl als Opfergaben dem Fluss übergeben.

## Die Brunnen
Die Entstehungszeiten der drei bis zu 12 Meter tiefen Brunnen wurden zwischen dem 1. und 3. Jahrhundert n. Chr. datiert. Ihre Aufgabe und Verfüllung erfolgte im 3. Jahrhundert n. Chr. Die gefundene Keramik reiht sich in die bekannten Referenzkomplexe des 3. Jahrhunderts aus dem schweizerischen Mittelland ein. Deutlich zeigt sie die im 3. Jahrhundert vollziehende Entwicklung der Glanztonware.
Die Archäozoologie kann aufgrund der Zusammensetzung der Tierreste die Sämischgerberei nachweisen. Die Funde zeigen, dass etwa ab der Zeitenwende Feingerber tätig waren. Während ein Grubeninhalt aus dem l. Jahrhundert auf das Gerben von Schaffellen hinweist, belegen die Brunnenfunde aus dem 3. Jahrhundert die Produktion von Ziegenleder. Die benötigten Tiere wurden aus den umliegenden Gutshöfen (Villa rustica) angeliefert, oder stammen von der Siedlung selbst. In Port wurde bei Grabungen, die seit 2014 stattfinden, ein Gutshof mit einer luxuriösen Villa gefunden.
Eine sich hier abzeichnende Hinwendung zu Konfortrohstoffen für die Herstellung hochwertiger Kleidung, Zubehör und Haushaltstextilien wird möglicherweise durch die Einbeziehung anderer Tierhäute gestützt. Die grosse Mittelland-Transversale verband die Produktionsstätte mit den laufkräftigen Städten Aventicum im Südwesten und Vindonissa beziehungsweise Augusta Raurica im Nordosten.

## Das Gräberfeld
Aufgrund eines geplanten Neubaus wurde im Jahre 1991 die Parzelle 560 am Keltenweg 1/3 in Studen mit Sondierungen untersucht. Dabei wurden römische Brandgräber entdeckt. Daraufhin wurde das Gebiet archäologisch untersucht. Dabei konnten eine in Nord-Süd-Richtung verlaufende römische Strasse sowie 52 Gräber freigelegt werden. Darunter befanden sich 5 beigabenlose Gräber, 3 römische Kinderskelette und 44 Brandschüttungsgräber. Dank den Beigaben liessen sich die Gräber in die zweite Hälfte des 1. Jahrhunderts n.Ch. datieren.

## Der Hafen
Beim Wydenpark, gleich neben dem Bahnhof in Studen, sind die Archäologen im Jahr 2010 auf die Überreste einer Brücke, einer Strasse und eines Dammes mit Holzpfählen und massiven Holzverbauungen gestossen. Der Damm folgt dem Verlauf einer bis zu sieben Meter breiten Strasse, die ebenfalls teilweise freigelegt wurde. Parallel zum Damm wurden drei Gräber mit gut erhaltenen Skeletten gefunden. Weitere Grabungen bekräftigten, dass am alten Aarelauf ein römischer Hafen gewesen sein muss.